# (32309) 2000 QN32
2000 QN32 (asteroide 32309) é um asteroide da cintura principal. Possui uma excentricidade de 0.11040160 e uma inclinação de 15.06034º.
Este asteroide foi descoberto no dia 26 de agosto de 2000 por LINEAR em Socorro.